# 新加坡航空23/24号班机
新加坡航空23/24号班机（SQ23/SIA23、SQ24/SIA24）是新加坡航空于2020年11月9日开办的，往返于新加坡樟宜机场及纽约肯尼迪机场的国际航班，同时也是
世界上航程最长的不经停航班。
该航班利用大圆航线，运营里程达15,349（9,537英里；8,288海里）。不过SQ24（纽约方向）一般在太平洋上航行17,250 km（10,720 mi；9,310 nmi），高速气流亦有助力；返程（SQ23，新加坡方向）可能并向东航行16,500 km（10,300 mi；8,900 nmi） 并穿越大西洋，有利的气流有助于缩短航行时间并节省燃油。
该航班原由空客A350-900执飞，后于2021年1月16日换型为空客A350-900ULR。

## 外部連結
- . FlightAware.   [2024-07-21]. （原始内容存档于2024-07-21）.
- . FlightAware.   [2024-07-21]. （原始内容存档于2024-07-26）.